# Урбан, Матей

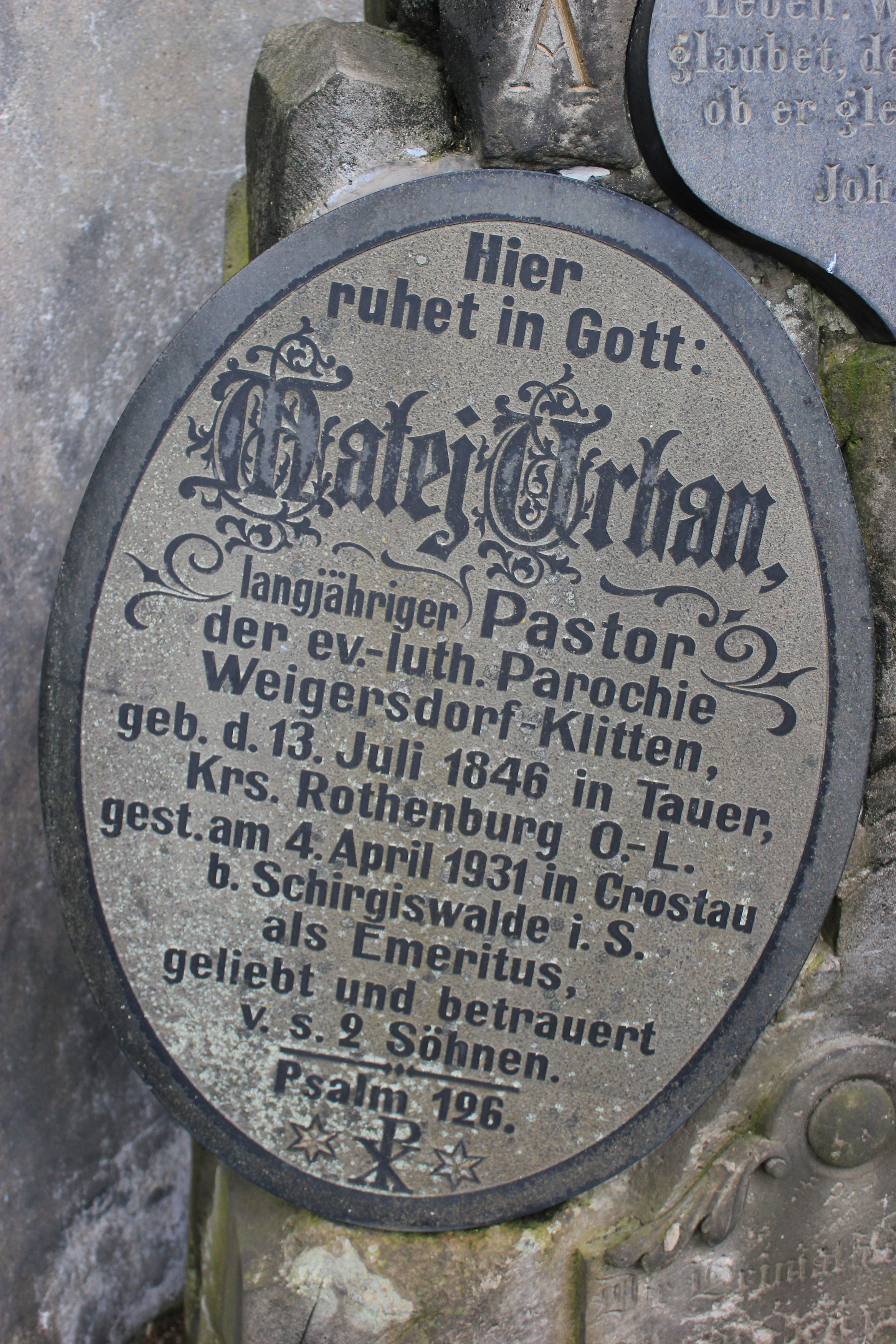
Могильный знак, деревня Вукранчицы

Ма́тей У́рбан, псевдонимы — Пеккатор У., Сербский Гомер, немецкий вариант — Маттеус Урбан (в.-луж.  Matej Urban (Peccator U., Serbski Homer), нем. Matthäus Urban, 13 июля 1846 года, деревня Турё, Лужица, Саксония — 4 апреля 1931 года, деревня Хростава, Германия) — лютеранский священнослужитель, серболужицкий поэт и переводчик.

## Биография
Родился в 1846 года в серболужицкой деревне Турё в крестьянской семье. С 1862 по 1869 года обучался в гимназии в Гёрлице. Потом изучал лютеранское богословие в Галле (1869), Лейпциге (1870—1871), Бреслау (1872). С 1872 по 1873 года — помощник проповедника в деревне Вукранчицы и в 1874 году — в польской деревне Сверчув. С 1875 по 1902 года — настоятель лютеранской общины в Вукранчицах. В 1897 году вступил в культурно-просветительскую организацию «Матица сербо-лужицкая». В 1902 году вышел на пенсию по состоянию здоровья. Проживал в Будишине, потом в 1910 году переехал в деревню Христава, где скончался в 1931 году.
В 1904 году издал в Будишине своё первое сочинение «Das „königliche“ Spiel oder Schach. Eine Trilogie nach Wesen, Wert und Zweck des Spiels als theoretisch-praktische Charakteristik desselben in triglotten Distichen (lateinisch, deutsch und wendisch)». С этого года регулярно публиковал свои стихотворные произведения в различных серболужицких периодических изданиях. С 1908 года по предложению Оты Вичаза стал заниматься переводами с древнегреческого языка. Перевёл на верхнелужицкий язык «Одиссею» (издано в 1921 году) и «Илиаду» (издано в 1922 году) Гомера.
Основные сочинения
- «Wótčinske hrona — akrostichiske, po alkaiskej a sapphiskej měrje …», Budyšin 1905;
- «Wokřewne wonješko. Pjećory trójnik wótčinskich sonetow — z dodawkom 6.», Budyšin 1907;
- «Polemika. Nuzne wotmołwjenje», Łužica 27 (1908), str. 16;
- «Duchowny ludowy spěw», Budyšin 1930;
- «Nuzna wotmołwa na posudźenje …», Łužica 45 (1930), str. 64